# 리코리스 리코일
《리코리스 리코일》(일본어: リコリス・リコイル 리코리스 리코이루[*], Lycoris Recoil)은 A-1 Pictures의 애니메이션 제작, 아사우라 원안에 의한 일본의 오리지널 애니메이션 작품으로 2022년 7월부터 9월까지 BS11, TOKYO MX 등에서 방영되었다. 약칭은 '리코리코(リコリコ)'.
범죄를 미연에 방지하는 비밀 조직 'Direct Attack'의 지부인 일본 카페 '찻집 리코리코'에서 '리코리스'라고 불리는 에이전트로 일하는 니시키기 치사토와 이노우에 타키나가 커피 제공이나 사소한 부탁 등 본래의 업무에서 벗어난 여러 가지 문제를 해결하는 모습을 그린다.
《WORKING!!》이나 《소드 아트 온라인》시리즈 등 여러 작품에서 캐릭터 디자인·총작화 감독으로 알려진 아다치 신고의 첫 감독작이며 스토리 원안은 《벤 토》의 아사우라, 캐릭터 디자인은 《이 미술부에는 문제가 있다!》의 이미기무루가 담당한다.

## 줄거리
세계 제일의 치안으로 알려져 있는 나라, 일본. 그 치안이 좋다는 이면에는, 범죄자를 극비리에 말살·소거하는 극비의 치안 유지 조직 'DA'의 존재가 있었다 . DA는 고아를 양성해 살인기술을 익힌 소녀 암살자 '리코리스'를 많이 거느리고 평소에는 여고생으로 위장한 모습으로 시중에 잠복시켜 유사시 임무를 주고 범죄자를 암살함으로써 일본의 치안을 지키고 있었다.
도쿄도내에 있는 한 채의 커피숍 '찻집 리코리코'는, DA의 지부로서의 이면을 가지고 있어, 거기에는 역대 최강이라고 불리는 리코리스로, 간판 아가씨로서 사랑받는 지극히 밝은 소녀 니시키기 치사토가 소속되어 있었다. 그런 어느 날, DA 본부로부터 리코리스 이노우에 타키나가 이적해 온다. 그녀는 총기 밀매의 범인을 동료와 함께 몰아붙이다가 인질로 잡힌 동료를 구하기 위해서, 범인을 죽이지 말라는 명령을 어겼기 때문에, 본부로부터 좌천되어 온 것이었다.
타키나는 당초 '리코리스로서 한시라도 빨리 실적을 올려 본부로 돌아온다'는 것에 집착하고 있었지만, 치사토와의 교류 속에서 리코리스로서가 아닌 한 소녀로서의 삶을 배워 지금까지의 고집을 버리고, 치사토과의 유대를 깊게 해 나간다.
같은 무렵 일본의 비정상적인 치안 상태에 의심을 품은 테러리스트 마지마가 그 원인을 찾기 위해 테러 활동을 시작한다. 또, 병에 시달리고 있던 어린 치사토를 구한 자선 단체 '앨런 기관'의 멤버인 신사 요시마츠도 '치사토를 최강의 암살자로서 각성시킨다'라는 자신의 소망을 이루기 위해, 마지마 등의 뒷사회의 인간과 손을 잡고, 치사토와 타키나를 싸움의 장으로 불러들인다. 그 와중에 치사토는 어릴 적에 맹세한 불살의 신념을 관철해, 온갖 어려움을 해결하는 트러블 슈터로서 도쿄를 누빈다.

## 등장인물

### 찻집 리코리코
니시키기 치사토(錦木千束)
성우 - 안자이 치카
흰색 단발머리의 소녀. 빨간 리본을 가진 소녀. 17세. 찻집 리코리코에서는 간판 아가씨로 여겨지며, 손님들의 사소한 부탁을 해결하고 있다. 그러면서도 비밀리에 역대 최강의 리코리스로 활약하고 있다.
'목숨을 소중히 여김'을 신조로 하고 있어, 비살상탄을 이용해 사망자를 내지 않고 전투를 실시한다. 뛰어난 통찰력으로 총의 사선이나 사격 타이밍을 간파해 총격을 회피한다. 일찌기 구 전파탑을 혼자 테러리스트로부터 지켰다고 되어, 리코리스의 사이에서는 유명한 존재다.
요시마츠 신지에게 '살인의 천재'라고 발견되어, 앨런 기관으로서 인공 심장을 이식된다는 지원을 받은 과거가 있지만, 신지를 기억하지 못하고, 자신을 지원한 인물을 찾아 감사를 전하기 위해 DA를 떠나 찻집 리코리코에서 활동하고 있다.
이노우에 타키나(井ノ上たきな)
성우 - 와카야마 시온
긴 검은 머리의 소녀. 리코리코에서 일하는 동안은 헤어스타일을 바꾼다. 16세. 명령 위반의 책임을 묻고 찻집 리코리코에 배속되어 온 우수한 리코리스
낭비를 싫어하는 합리적인 성격이지만, 호위대상을 미끼로 하는 등 양식이 부족한 부분이 있다. 찻집 리코리코의 전속에 납득하지 않고, 리코리코에서의 일로 성과를 내고 DA로 돌아가기를 바란다.
나카하라 미즈키(中原ミズキ)
성우 - 코시미즈 아미
갈색 머리의 아라사 여자. 27세. 원래는 DA로 정보부에 소속되어 있었다.
쿠루미(クルミ)
성우 - 쿠노 미사키
금발의 가출소녀. 외형은 어려 보이지만, 그 정체는 '월넛'이라고 하는 최강의 해커. 추격자로부터 벗어나기 위해 찻집 리코리코에 몸을 숨기고 있다.
미카(ミカ)
성우 - 사카키 코스케
찻집 리코리코 점장. 48세. 전 DA의 훈련 교관으로, 아버지같은 존재. 갈색 피부에 곱슬머리, 콧수염에 안경을 쓰고 있는 외모다. 리코리코에서는 과자를 만들기에 정성을 쏟고 있다.

### DA (Direct Attack)
하루카와 후키(春川 フキ)
성우 - 카와세 마키
퍼스트 리코리스. 17세. 치사토와는 이전부터 교제가 있어, 개와 원숭이의 사이. 타키나의 전 파트너.
오토메 사쿠라(乙女 サクラ)
성우 - 코이치 마코토
세컨드 리코리스. 15세. 후키의 현재 파트너.
쿠스노키(楠木)
성우 - 소우미 요코
DA의 사령관.
쟈노메 에리카(蛇ノ目 エリカ)
성우 - 야가미 유카
세컨드 리코리스. 제1화에 있어서 무기거래의 현장에서 인질로 되어 버려, 타키나가 전속하는 원인을 만든 것을 후회하고 있다.
카가리 히바나(篝 ヒバナ)
성우 - 미에노 호다카
세컨드 리코리스. 에리카의 친구.
이타도리(虎杖)
성우 - 이와타 미츠오
DA 상층부의 남성. 마지마에 의해 리코리스의 영상이 공개되면서, DA 본부에 나타나 리콜리스의 살처분 결정을 통달. 쿠스노키를 대신해 지휘를 거두고, 쿠루미의 가짜 영상으로 사건이 속자 작전을 중지했다.

### 앨런 기관
요시마츠 신지(吉松シンジ)
성우 - 우에다 요우지
앨런 기관의 일원. 미카의 옛 친구이며 카페 리코 리코의 단골 손님. 비밀리에 월넛에게 DA에 해킹을 의뢰하고, 로보타 에게 월넛의 살해를 의뢰했다.
'살인의 천재'로서 치사토에 앨런 기관의 지원을 붙인 장본인.
히메가마(姫蒲)
성우 - 오타니 사토미
요시마츠의 비서.

### 적대 세력
마지마(真島)
성우 - 마츠오카 요시츠구
테러리스트. 계획을 실시하는데 방해인 DA·치사토나 타키나네 리코리스를 최초의 타겟으로 하고 있다.
로보타(ロボ太)
성우 - 사카키하라 유우키
정체 불명의 해커. 자신이 제일의 해커인 것을 강하게 고집하는 어린아이같은 성격. 요시마츠 신지와 연결이 있고, 그에게로부터 월넛의 말살 등, 일을 맡고 있다.
진(ジン)
성우 - 슌도 미츠토시
히트맨. 한때 미카의 동료였던 인물.

## 제작
| 원작                            | Spider Lily                                      |
| 감독・시리즈 구성               | 아다치 신고                                      |
| 부감독                          | 마루야마 유스케                                  |
| 스토리 원안                     | 아사우라                                         |
| 캐릭터 디자인                   | 이미기무루                                       |
| 서브 캐릭터 디자인              | 야마모토 유미코                                  |
| 의상 디자인                     | 스즈키 고, 우와키아시                            |
| 리코리스 교복 디자인 원안       | 오나이 키미카                                    |
| 프롭 디자인                     | 슈하라 데나                                      |
| 총기 디자인                     | 테라오카 켄지                                    |
| 총기 작화 감독                  | 에마 카즈타카                                    |
| 메인 애니메이터 총기・액션 감수 | 사와다 켄지                                      |
| 미술 감독                       | 이케다 마이코                                    |
| 미술 설정                       | 무나시치 츠나도 에이코(협력)                     |
| 배경                            | 쿠사나기                                         |
| 색채 설계                       | 사사키 아즈사                                    |
| CG 디렉터                       | 모리오카 토시타카                                |
| 촬영 감독                       | 아오시마 토시아키                                |
| 편집                            | 스도 히토미                                      |
| 음향 감독                       | 요시다 코헤이                                    |
| 음향 효과                       | 우에노 레이                                      |
| 음악                            | 무츠키 슈헤이                                    |
| 음악 프로듀서                   | 야먀노우치 마사하루                              |
| 음악 제작                       | 애니플렉스                                       |
| 치프 프로듀서                   | 미야케 마사노리                                  |
| 프로듀서                        | 진구지 마나부, 요시다 요시히로 오오와타 토모유키 |
| 선전 프로듀서                   | 타카나시 사토미                                  |
| 제작총괄                        | 카시와다 신이치로, 카토 준                       |
| 애니메이션 프로듀서             | 나카가라 유지                                    |
| 애니메이션 제작                 | A-1 Pictures                                     |
| 제작                            | 애니플렉스 ABC 애니메이션 BS11                   |

### 기획
기획의 계기에 대해서 스토리 원안의 아사우라는 애니메이션 《시원찮은 그녀를 위한 육성방법》의 미팅에서 자신이 화제에 오른 것이라고 밝혔다. 당초는 밀리터리 색의 강한 엄격하고 분위기가 어두운 작품이었지만 후에 작품에 참가한 아다치 신고의 "보고 어두운 기분이 나는 애니메이션은 이제 거의 요구되지 않아 그 필드에서는 《건슬링거 걸》에 이길 수 없다"라는 생각으로 치사토와 타키나인 관계를 축으로 한 밝은 작품이 되었다.
캐릭터 디자인의 이미기무루는, 아다치가 열량이 있는 디자이너를 찾던 차의 겨울 코믹마켓에서 우연의 만남이 계기로 기용되었다. 이미기무루의 디자인을 최대한 재현하기 때문에 이례적이며 캐릭터 설정화까지 일관하고 이미기무루가 담당하게 된다. 또한 리코리스 교복 디자인 원안은 아다치의 발안에 의한 노기자카46등 실재하는 아이돌 의상을 만든 오나이 키미카가 담당하였다.
본작에서는 감독과 부감독이 크레딧 되어 있고 감독이 시나리오와 스토리 보드 등의 연출 면을, 부감독은 중간 성과물 검사 등의 영상적 측면을 담당하고 있다.

### 캐릭터 설정
이미기무루에 따르면 타키나의 디자인은 당초부터 검은 롱 헤어로 결정이 났고, 스트레이트로 가식 없는 성격이어서 왕도를 의식했기 때문에 조기에 완성했다고 한다. 타키나의 디자인이 심플하기 때문에, 치사토의 디자인은 분명히 특징을 내기 위해서, 실루엣만 판별할 수 있도록 리본과 말아 올린 머리가 설정되어, 머리 색에 대해서도 당초에는 푸르스름한 그림자의 한 백발이었으나 왕도에서 조금 벗어나기 위해서 노란 은발이 설정되었다.
미즈키의 디자인은 미인이지만 "안타까운 언니" 캐릭터로 표정으로 놀아 줄 의도로 설정되었다. 쿠루미의 디자인은 당초 《이 미술부에는 문제가 있다!》의 콜레트와 비슷했기 때문에 좀 더 구별할 수 있도록 아다치부터 리테이크를 내고 이미기무루의 집착이던 장식은 생략하고 검은 리본과 다웰 다웰 후드티를 추가하여 무능감을 내도록 만들어졌다. 미카의 디자인은 아다치에서 아프리카 계와 맞추어 해외의 축구 선수를 참고한 것으로 알려졌다. 또 차이를 내기 위해서 와후쿠를 착용시킬 찻집 리코리코의 옷도 일본식 스타일이 되었다.
후키와 사쿠라의 디자인에 대해서는, 아다치에게서는 흔한 미소녀로 하지 않도록 주문받았다. 로보타는 당초에 봉지를 쓴 설정이었다.
마지마는 본작이 액션 엔터테인먼트이어서 치사토의 전투력과 겨룰 수 있는 악역이 필요했기 때문에 육탄전도 하는 세균맨 같은 캐릭터로 설정되었다. 당초는 좋은 화면을 찍기 위해서 테러를 일으키는 사이코인 영화 감독이라는 설정이었기 때문에, 영화 좋아하는 설정이 그 자취이다. 디자인에 대해서는 "알로하를 입은 사이코 녀석"이 주문되었다.

### 프로모션
2021년 12월 31일 22시 37분경에 TOKYO MX 등에서 정보 해금 CM이 방송되어 제작이 발표되었다.
2022년 3월 26일에는 AnimeJapan 2022에서 아다치 신고, 아사우라, 카시와다 신이치로(애니플렉스, A-1 Pictures) 등에 의한 토크쇼가 열렸다.
6월 12일에는 TOHO 시네마즈 긴시초 라쿠텐치에서 1화부터 3화까지의 선행 상영회가 실시되었고, 6월 26일에는 TV 애니메이션 《Engage Kiss》와 합동으로 1화 선행 상영회가 진행되었다.
작중 '찻집 리코리코'를 재현한 트위터 계정이 지난 3월 26일 개설되어 방송과 연동된 투고가 진행되었다. 또한 방송 중인 7월 6일에는 공식 픽시브 계정이 개설되어 원화와 설정화 등 설정 자료가 공개되었다.
본작의 SNS 운영에 대해 선전 프로듀서 타카하시 사토미는 캐릭터 간의 관계성이나 일상을 팬들의 일상에 보냄으로써 서사성이 생겨 작품을 보다 즐길 수 있다고 생각해 공식 계정과는 별도로 찻집 리코리코 계정을 운영하고 있다고 말했다.
2022년 8월 21일에는 제5화에 등장한 스미다강을 운항하는 수상 버스에 덧붙여 스미다구 관광협회에 의해 도쿄 미즈베 라인을 '리코리코 특별편'으로서 전세내 치사토와 타키나에 의한 녹취 내레이션으로 관광안내를 실시하는 '리코리코 프로젝트 수상 버스로 대관광!'이라는 제목의 크루징 이벤트가 열렸다. 제1회 응모 경쟁률이 10배 이상일 정도로 호평을 받았고, 10월 23일에는 이 행사의 제2회가 실시되었다.
2023년 2월 11일에 '리코리스 리코일' 스페셜 이벤트 '애프터 파티'가 도내 근교에서 개최되어, 이벤트 내에서 신작 애니메이션 제작이 발표되었다.

## 주제가
ALIVE
ClariS가 부른 오프닝 테마. 작사・작곡・편곡은 시게나가 료스케.
꽃의 탑(花の塔)
사유리가 부른 엔딩 테마. 작사・작곡은 사유리, 편곡은 미야타 '레프티' 료.
사유리는 "만남에 모이는 빛과 그림자, 기쁨과 애절함의 양면을 그린 곡"이라고 하고 있다.

## 에피소드 목록
| 화수 | 제목                        | 각본            | 그림 콘티                   | 연출              | 작화 감독 | 액션 작화 감독              | 총작화 감독                           | 방송일         |
| ---- | --------------------------- | --------------- | --------------------------- | ----------------- | --- | --------------------------- | ------------------------------------- | -------------- |
| #01  | Easy does it                | 아다치 신고     | 아다치 신고                 | 시바타 유스케     | 핫카쿠 아야카 모리타 리나 | -                           | 야마모토 유미코                       | 2022년 7월 2일 |
| #02  | The more the merrier        | 아다치 신고     | 미우라 타카히로             | 오노우에 토모히사 | 야마나카 마사히로 타카하시 미카 | 히라야마 타카아키           | 타케우치 유카리                       | 7월 9일        |
| #03  | More haste, less speed      | 하시야마 오오키 | 아다치 신고 마루야마 유스케 | 마루야마 유스케   | 미즈타니 유이치로 타키구치 히로키 오자와 쿠미코 야마무라 토시유키 시마다 히데아키 TOMATO | 이와자와 토오루 시바타 카이 | 스즈키 고 마사노리 코지               | 7월 16일       |
| #04  | Nothing seek, nothing find  | 칸바야시 유스케 | 타케우치 테츠야             | 타케우치 테츠야   | 타케우치 테츠야 카미모토 카네토시 | -                           | 스즈키 고 마사노리 코지               | 7월 23일       |
| #05  | So far, so good             | 시카마 타카히로 | 시카마 타카히로             | 세키 아키코       | 사토 히카루 사이토 치에 토다카 마키 핫카쿠 아야카 나카오카 쿄카 | -                           | 타케우치 유카리                       | 7월 30일       |
| #06  | Opposites attract           | 시카마 타카히로 | 시카마 타카히로             | 사쿠마 타카시     | 야마모토 마유코 호소다 사오리 코마츠 사나 | -                           | 야마모토 유미코                       | 8월 6일        |
| #07  | Time will tell              | 하시야마 오오키 | 시바타 유스케               | 시바타 유스케     | 오가와 크리스 야마모토 마유코 카미모토 카네토시 사토 히카루 | -                           | 마사노리 코지 모리타 리나             | 8월 13일       |
| #08  | Another day, another dollar | 칸바야시 유스케 | 아이자와 카게츠             | 이후쿠 가쿠시     | 고다 히로아키 토야 켄토 하시모토 준이치 코노 토시야 타카세 사야카 야마모토 유코 우스이 아츠시 니시키미 라쿠 에치고 미츠타카 야마모토 마유코 | -                           | 스즈키 고                             | 8월 20일       |
| #09  | What’s done is done         | 칸바야시 유스케 | 오오츠키 아츠시             | 마루야마 유스케   | 코마츠 사나 모리타 리나 토다카 마키 | -                           | 야마모토 유미코                       | 8월 27일       |
| #10  | Repay evil with evil        | 하시야마 오오키 | 아다치 신고 이토 토모히코   | 오노우에 토모히사 | 야마나카 마사히로 오오츠키 나호 요시오카 마사루 李嘉 STUDIO MASSKET | 히라야마 타카아키           | 타케우치 유카리                       | 9월 3일        |
| #11  | Diamond cut diamond         | 칸바야시 유스케 | 이와하타 고이치             | 세키 아키코       | 카미모토 카네토시 사토 히카루 마에다 아키라 야스오카 유키에 한민기 니시오 치에 이토 미나 야마모토 마유코 호소다 사오리 | 타케우치 테츠야 사와다 켄지 | 타케우치 유카리 모리타 리나           | 9월 10일       |
| #12  | Nature versus nurture       | 칸바야시 유스케 | 아이자와 카게츠             | 시바타 유스케     | 야마모토 유미코 모리타 리나 코마츠 사나 토다카 마키 사토 히카루 야스오카 유키에 오가와 크리스 호소다 사오리 마에다 아키라 한민기 | -                           | 야마모토 유미코                       | 9월 17일       |
| #13  | Recoil of Lycoris           | 칸바야시 유스케 | 아다치 신고                 | 마루야마 유스케   | 야마모토 유미코 나카오카 쿄카 사토 히카루 쿠리니시 유스케 타카하시 사에코 오치아이 히토미 사코에 사라 야마우치 나오키 오오누키 타쿠미 미즈타니 유이치로 張丁 토다카 마키 미우라 아야카 이즈미 츠카사 시바타 유스케 마에다 아키라 고다 히로아키 | 야코 히로시 니시오카 시노부 | 야마모토 유미코 모리타 리나 스즈키 고 | 9월 24일       |

## BD / DVD
| 권 | 발매일           | 수록화          | 규격 품번     | 규격 품번     |
| 권 | 발매일           | 수록화          | BD한정판      | DVD한정판     |
| -- | ---------------- | --------------- | ------------- | ------------- |
| 1  | 2022년 9월 21일  | 제1화 - 제3화   | ANZX-15301/2  | ANZB-15301/2  |
| 2  | 2022년 10월 26일 | 제4화 - 제5화   | ANZX-15303/4  | ANZB-15303/4  |
| 3  | 2022년 11월 23일 | 제6화 - 제7화   | ANZX-15305/6  | ANZB-15305/6  |
| 4  | 2022년 12월 21일 | 제8화 - 제9화   | ANZX-15307/8  | ANZB-15307/8  |
| 5  | 2023년 1월 25일  | 제10화 - 제11화 | ANZX-15309/10 | ANZB-15309/10 |
| 6  | 2023년 2월 22일  | 제12화 - 제13화 | ANZX-15311/2  | ANZB-15311/2  |

## 쇼트 무비
2024년 7월 29일에 공개된 '리코리코 프로듀스 2주년 기념 방송 in 스미다 수족관 by 안자이 씨와 와카야마 씨'에서 제작 결정이 발표되었다. '리코리스 리코일 Friends are thieves of time.'라는 제목으로 2025년 4월부터 5월까지 공개되었다.

### 스태프(쇼트 무비)
- 원작 - Spider Lily
- 감독 - 아다치 신고
- 캐릭터 디자인 - 이미기무루
- 서브 캐릭터 디자인 - 야마모토 유미코
- 총기 감수 - 에마 츠네타카
- 프롭 디자인 - 슈하라 데나
- 미술 감독 - 오카모토 아야노
- 미술 설정 - 무나시치, 히라요시 미키야
- 색채 설계 - 사사키 아즈사
- CG 디렉터 - 모리오카 토시타카
- 촬영 감독 - 아오시마 토시아키
- 편집 - 스도 히토미
- 음향 감독 - 요시다 코헤이
- 음악 - 무츠키 슈헤이
- 음악 제작 - 애니플렉스
- 제작총괄 - 시미즈 아키라, 카토 준
- 프로듀서 - 진구지 마나부, 요시다 요시히로, 오오와다 토모유키
- 애니메이션 프로듀서 - 스기모토 슌스케
- 애니메이션 제작 - A-1 Pictures
- 제작 - 애니플렉스, ABC 애니메이션, BS11

### 에피소드 목록(쇼트 무비)
| 화수 | 제목                    | 각본              | 그림 콘티       | 연출            | 작화 감독                     | 방송일          |
| ---- | ----------------------- | ----------------- | --------------- | --------------- | ----------------------------- | --------------- |
| #01  | Take it easy            | 아다치 신고       | 사쿠마 타카시   | 사쿠마 타카시   | 야마모토 유미코               | 2025년 4월 16일 |
| #02  | Miles away              | 이미기무루        | 아다치 신고     | 토비타 츠요시   | 야마모토 유미코               | 4월 23일        |
| #03  | Scintillation of genius | 모리 슈           | 모리 코타       | 모리 코타       | 모리타 리나                   | 4월 30일        |
| #04  | Watch out!              | 토미나가 요시카즈 | 키쿠치 타카유키 | 키쿠치 타카유키 | 사이토 유우                   | 5월 7일         |
| #05  | Bittersweet first love  | 야마모토 켄       | 나카니시 모토키 | 나카니시 모토키 | 고다 히로아키                 | 5월 14일        |
| #06  | Brief respite           | 아다치 신고       | 사코이 마사유키 | 사코이 마사유키 | 아키야 유키에 츠루쿠보 히사코 | 5월 21일        |

## 미디어 믹스

### 인터넷 라디오
《리코리코 라디오》(리코라디)가 2022년 7월 8일부터 매주, 애니플렉스 공식 Youtube 채널에서 방송한다.

### 코미컬라이즈
만화 《리코리스 리코일》이 《월간 코믹 플래퍼》(KADOKAWA)에서 2022년 10월호부터 연재 개시했다. 작화는 비젠 야스노리(備前やすのり)가 맡는다.

### 노벨라이즈
라이트노벨 《리코리스 리코일 Ordinary days》가, 전격 문고(KADOKAWA)에서 2022년 9월 9일에 발매했다. 저자는 스토리 원안의 아사우라, 일러스트는 캐릭터 디자인의 이미기무루(いみぎむる)가 맡는다. 애니에는 들어가지 못한 찻집 리코리코의 모습을 조명한다.